# كأس إسكتلندا 1881–82
كأس اسكتلندا 1881–82 (بالإنجليزية: 1881–82 Scottish Cup)‏ هو موسم من كأس اسكتلندا. كان عدد الأندية المشاركة فيه 147، وفاز فيه نادي كوينز بارك.